# Berzé-la-Ville
 Berzé-la-Ville  es una población y comuna francesa, en la región de Borgoña, departamento de Saona y Loira, en el distrito de Mâcon y cantón de Mâcon-Nord.

## Demografía
| 603 | 486 | 671 | 652 | 700 | 709 | 705 | 705 | 656 | 696 | 725 | 768 | 794 | 790 | 764 | 633 | 595 | 544 | 554 | 534 | 425 | 382 | 326 | 319 | 313 | 347 | 363 | 341 | 371 | 410 | 511 | 530 |
| Para los censos de 1962 a 1999 la población legal corresponde a la población sin duplicidades (Fuente: INSEE [Consultar]) |     |     |     |     |     |     |     |     |     |     |     |     |     |     |     |     |     |     |     |     |     |     |     |     |     |     |     |     |     |     |     |

Los residentes de la Ciudad-Berzé son llamados Berzéens.